# Franz Böhm (réalisateur)
Pour les articles homonymes, voir Böhm.
Franz Böhm (né en 1999) est un réalisateur et producteur de films britannico-allemand, lauréat d'un BAFTA,.

## Biographie
Franz Böhm est né en 1999 à Gerlingen (Allemagne). Trois ans après la mort de son père à l'âge de onze ans, Böhm commence sa carrière en tant qu'assistant de production ou messager sur divers films et publicités. Harmony of Others est son premier court métrage, qu'il réalise à l'âge de 16 ans. Le film se penche sur les interactions de jeunes individus issus d'un contexte social varié. Böhm réalise ensuite le moyen métrage documentaire fictif Christmas Wishes, sorti en 2017. Le film raconte les expériences de deux sans-abri à Berlin. Böhm a résidé avec des personnes démunies pendant une semaine pour préparer le film. Ce dernier a été le film d'ouverture du BW Youth Film Award 2017 et a été reconnu dans de nombreux festivals,.
En 2019, Böhm fait ses débuts internationaux avec le court métrage Good Luck. présenté en première au British Independent Film Festival 2019, où il remporte le prix de la meilleure photographie. 
En 2021, Böhm fait ses débuts dans le long métrage avec le documentaire Dear Future Children, film qui établit de nombreux records lors de sa première mondiale au Max Ophüls Prize Film Festival et de sa première suisse au Festival international du film et Forum sur les droits de l'homme, où il a reçu le prix du public. Le film de 89 minutes est également nommé dans plusieurs des plus grands festivals internationaux de films documentaires, tels que CPH:DOX. Au festival international du film Hot Docs, le film a remporté le prix du public. Le film se concentre sur le sujet du jeune activisme international, à travers les expériences de trois activistes de Hong Kong, de l'Ouganda et du Chili.
Le projet a été financé par une campagne sur Kickstarter.com, qui a recueilli 22 039 €,.
Böhm a obtenu le prix du public et le grand prix du film documentaire allemand en 2022, ce qui fait de lui le plus jeune réalisateur à avoir réussi cet exploit,.
Böhm a obtenu sa maîtrise en réalisation à l'École nationale du cinéma et de la télévision de Beaconsfield, en Angleterre. Son film de fin d'études, Rock, Paper, Scissors, a remporté le prix du meilleur court métrage britannique aux BAFTA Awards 2025. Il est basé sur l'histoire vraie d'un jeune soldat ukrainien que Böhm a rencontré. Le film met en vedette l'acteur ukrainien Oleksandr Rudynskyi. Production britannique, Rock, Paper, Scissors a été présenté pour la première fois au Show Me Shorts Film Festival en Nouvelle-Zélande le 13 octobre 2024, un festival qualifié pour les Oscars. Il a ensuite été projeté dans plusieurs festivals internationaux prestigieux, notamment le British Urban Film Festival, l'Aesthetica Film Festival, le Cambridge Film Festival et le Norwich Film Festival au Royaume-Uni. Louis International Film Festival aux États-Unis, où il a été nommé pour le prix du public du meilleur court métrage de fiction,.